# Frédéric Basse
Frédéric Basse (Brussel, 28 februari 1785 - aldaar, 30 juni 1848) was een Belgisch industrieel en liberaal politicus.

## Biografie
Basse stamde uit een Franse protestantse familie die om godsdienstige redenen naar Westfalen was uitgeweken. Zijn ouders Adolf Fredéric Basse en Sophie Kühne vestigden zich rond 1770 in Brussel. Nadat ook zijn oom Thierry Arnold Basse zich in Brussel had gevestigd, werden zijn vader en oom omstreeks 1791 eigenaars van een katoendrukkerij, die ze omdoopten tot de Société Frères Basse. Nadat zijn vader en oom waren overleden en Frédéric Basse zijn mede-erfgenamen had afgekocht, kwam in 1810 alleen aan het hoofd van de drukkerij. Hij voerde als een van de eerste industriëlen de nieuwste technische innovaties in de katoenindustrie door, breidde zijn katoendrukkerij uit door andere fabrieken over te nemen en begon ook gebruik te maken van een stoommachine. Basse viel op door de vernieuwingen die hij invoerde in zijn fabrieken en werd daarvoor in 1820 en 1825 beloond met gouden medailles op de nijverheidstentoonstellingen van Gent en Haarlem.
Toen in 1822 de latere Société Générale de Belgique werd opgericht, werd Basse aangezocht om deel uit te maken van het directiecomité. Hij bedankte echter voor de eer, met het argument dat hij zich wilde toeleggen op zijn activiteiten als fabrikant. Niettemin werd hij in november 1825 bij koning Willem I der Nederlanden voorgedragen als kandidaat-directeur van de Société Générale. Hij haalde het van zijn tegenkandidaten en werd in december 1825 aangesteld tot directeur. In 1831, 1837 en 1843 werd zijn benoeming door een Koninklijk Besluit verlengd. Hij bleef deze functie uiteindelijk uitoefenen tot een maand voor zijn overlijden in 1848. 
Basse bleef tegelijkertijd actief als katoendrukker. Tegen 1830 was hij een van de voornaamste katoendrukkers van Brussel en door alle technische vernieuwingen die hij doorvoerde, had hij ook de hoogste patentklasse bereikt. Tijdens de Belgische Revolutie werd zijn fabriek op 26 augustus 1830 echter door zijn eigen arbeiders aangevallen. De schade die door vernieling, brandstichting en diefstal werd aangebracht, werd geraamd op 126.860 frank. Basse eiste dat de stad Brussel de schade in zijn fabriek zou vergoeden, alsook het financiële verlies ten gevolge van de stopzetting van de activiteiten  in de fabriek zou compenseren, en vroeg daarvoor een som van 308.816 frank. Uiteindelijk werd hem in 1833 slechts 40.000 frank schadevergoeding toegewezen. De fabriek van Basse herstelde niet van de geleden schade; ze telde na de aangerichte schade minder arbeiders en Basse viel ook steeds verder terug in de patentklasse. In 1835 deed hij zijn katoendrukkerij van de hand, om zich voortaan toe te leggen op zijn opdracht als directeur van de Société Générale en beheerder van naamloze vennootschappen, zowel in België als in Frankrijk.
In 1829 verwierf Basse samen met zijn vennoot Leonard Vandevelde een derde van de aandelen een steelkoolmijn in Monceau-sur-Sambre, in 1834 gevolgd door de andere twee derden. In hetzelfde jaar gingen Basse en Vandevelde samen met ene Cossée over tot de stichting van de Société charbonnière de Monceau-Fontaine. De investeringen die het drietal deed met deze maatschappij leverden echter weinig op, de financiële inspanningen van Basse ten spijt. Hierdoor kwam de maatschappij in financiële moeilijkheden en stelden Bassen en Vandevelde de Société de Commerce voor om te participeren in de maatschappij. De Société de Commerce bracht 400.000 frank baar geld aan en vormde in juni 1836 een naamloze vennootschap met Basse en Vandevelde. De nv kampte vooral vanaf de crisis van 1838 met financiële moeilijkheden en boekte steeds meer verlies. Ook de financiële situatie van Basse werd steeds slechter; hij ging tussen 1837 en 1848 maar liefst zestien leningen aan, voornamelijk bij de Société Générale. Hierdoor raakte hij steeds meer in de schulden en moest hij vanaf 1839 zijn bezittingen langzamerhand van de hand doen. Tegen 1848 zat Basse financieel aan de grond: al zijn onroerend goed was gehypothekeerd of verkocht, al zijn aandelen waren verpand en hij had een schuldenlast van meer dan 3 miljoen frank. In januari 1848 overleed zijn echtgenote bovendien en in mei dat jaar diende hij samen met zijn collega's ontslag in als directeur van de Société Générale. In juni 1848 maakte hij zelf een einde aan zijn leven. Omdat zijn huwelijk kinderloos gebleven had, ging zijn erfenis naar zijn zus.
Van 1822 tot 1848 was Basse ook lid van de Kamer van Koophandel in Brussel en daarnaast was hij actief als politicus van liberale strekking. Van 1817 tot 1830 was hij gemeenteraadslid van Brussel en van 1822 tot 1848 was hij lid van de Provinciale Staten en vervolgens de provincieraad van Brabant. In 1834 werd hij voor het arrondissement Brussel eveneens verkozen tot lid van de Kamer van volksvertegenwoordigers, maar hij weigerde dat ambt op te nemen.
In 1835 nam hij tevens deel aan het consistorie van de Protestantse kerk in Brussel. Daarnaast was hij lid van vrijmetselaarsloge Les Amis Philantropes en in 1834 medeoprichter van de Université Libre de Bruxelles. In 1830 werd hij benoemd tot kapitein van de tweede sectie van de Burgerwacht in België.